# Kith Meng
Pour les articles homonymes, voir Meng.
 (juin 2022).
La mise en forme du texte ne suit pas les recommandations de Wikipédia : il faut le « wikifier ».
Les points d'amélioration suivants sont les cas les plus fréquents. Le détail des points à revoir est peut-être précisé sur la page de discussion.
- Les titres sont pré-formatés par le logiciel. Ils ne sont ni en capitales, ni en gras.
- Le texte ne doit pas être écrit en capitales (les noms de famille non plus), ni en gras, ni en italique, ni en « petit »…
- Le gras n'est utilisé que pour surligner le titre de l'article dans l'introduction, une seule fois.
- L'italique est rarement utilisé : mots en langue étrangère, titres d'œuvres, noms de bateaux, etc.
- Les citations ne sont pas en italique mais en corps de texte normal. Elles sont entourées par des guillemets français : « et ».
- Les listes à puces sont à éviter, des paragraphes rédigés étant largement préférés. Les tableaux sont à réserver à la présentation de données structurées (résultats, etc.).
- Les appels de note de bas de page (petits chiffres en exposant, introduits par l'outil «  Source ») sont à placer entre la fin de phrase et le point final[comme ça].
- Les liens internes (vers d'autres articles de Wikipédia) sont à choisir avec parcimonie. Créez des liens vers des articles approfondissant le sujet. Les termes génériques sans rapport avec le sujet sont à éviter, ainsi que les répétitions de liens vers un même terme.
- Les liens externes sont à placer uniquement dans une section « Liens externes », à la fin de l'article. Ces liens sont à choisir avec parcimonie suivant les règles définies. Si un lien sert de source à l'article, son insertion dans le texte est à faire par les notes de bas de page.
- La présentation des références doit suivre les conventions bibliographiques. Il est recommandé d'utiliser les modèles {{Ouvrage}}, {{Chapitre}}, {{Article}}, {{Lien web}} et/ou {{Bibliographie}}. Le mode d'édition visuel peut mettre en forme automatiquement les références.
- Insérer une infobox (cadre d'informations à droite) n'est pas obligatoire pour parachever la mise en page.

Pour une aide détaillée, merci de consulter Aide:Wikification.
Si vous pensez que ces points ont été résolus, vous pouvez retirer ce bandeau et améliorer la mise en forme d'un autre article.
Kith Meng (Khmer : គិត ម៉េង ; Chinois : 陈丰明) est un homme d'affaires cambodgien. Il est le président-directeur général du Royal Group, qui détient notamment 45 % de J Trust Royal Bank, l'opérateur de téléphonie mobile Cellcard et 100 % de la société des chemins de fer Royal Railway. Meng possède également 100% des parts des réseaux de télévision et de télécommunications cambodgiens CBS, Wing Bank, le barrage hydroélectrique Lower Sesan 2, une centrale au gaz naturel de 800 mégawatts, Chailease Royal Leasing et Chailease Royal Finance en partenariat avec Chailease de Taïwan, Cambodian Broadcasting Corporation et CamGSM. Royal Group est reconnu comme le conglomérat d'affaires le plus dynamique et diversifié du pays. Avec des intérêts dans un large éventail d'industries, y compris la banque et la finance, l’assurance, l'investissement, les télécommunications, l'énergie, le transport, les médias et le divertissement, les hôtels et les villégiatures, l'éducation, le développement immobilier, le commerce et les zones économiques spéciales. Meng est connu pour sa préférence à intégrer les entreprises cambodgiennes dans des coentreprises avec des entreprises internationales.

## Jeunesse
Meng est le benjamin jeune des trois fils de l'homme d'affaires chinois Kith Peng Ike. Il a mené une jeunesse confortable  dans sa ville natale de la province de Kandal jusqu'en 1975, date à laquelle l'avènement du régime des Khmers rouges a provoqué d'importants bouleversements sociaux. Sa famille faisait partie des personnes ciblées par les Khmers rouges en raison de leur richesse, de leur appartenance ethnique et de leur statut socio-économique. Toute la famille a été envoyée dans un camp de travail où, à leur arrivée, Meng et ses deux frères ont été séparés de leurs parents qui par la suite sont morts de faim. Lors de la confusion résultant de l'invasion vietnamienne du Kampuchea, Meng s'est enfui avec son frère aîné Sophan Kith à Phnom Penh, d'où ils ont ensuite fui vers les camps de réfugiés en Thaïlande. En 1980, Meng et Thieng ont été retrouvés par un membre de la famille dans un camp de réfugiés thaïlandais et les deux frères ont immigré en Australie, où ils ont travaillé et fréquenté l'école dans la capitale nationale, Canberra.

## Le retour au Cambodge
En 1991, Meng et Thieng sont retournés au Cambodge, où lui et ont commencé à vendre des meubles et des fournitures de bureau à l'ONU. Ils ont exploité une franchise de copieurs Canon avant de créer The Royal Group . En 2008, Meng a pris la relève de la présidence de la Chambre de commerce du Cambodge. Il a été élu par ses collègues membres de la Chambre sans opposition pour un autre mandat de trois ans en 2011  et à nouveau en 2014. En 2020, Meng et son épouse ont fait don de 500 000 $ au gouvernement cambodgien pour lutter contre le COVID-19.